# Middelburg (Hollandia)
Middelburg  város és alapfokú önkormányzatú közigazgatási egység, azaz község Zeeland tartományban, Hollandia délnyugati részén. Lakosainak száma 49 956 fő (2023. január 1.).

## Történelem
A városban 844-ben építettek egy apátságot, mely egészen a 16. századig használatban maradt (ma múzeumként illetve a tartományi kormány székhelyeként használják). 1217-ben városi kiváltságokat kapott, majd ezután fontos kereskedelmi központ lett. A középkor folyamán fontos szerepet játszott az Anglia és Flandria közötti kereskedelemben. A 17. században Middelburg lett a Holland Kelet-indiai Társaság egyik központja. A helyi kereskedőket gazdaggá tette a rabszolga-kereskedelem is. A 18. században a korábbi védművek (várárkok) jelentős részét lerombolták. A második világháborúban, 1940. május 17-én a német Luftwaffe bombázta Middelburg városközpontját, hogy a térségben állomásozó holland csapatok letegyék a fegyvert. A háború után a városközpontot újjáépítették.

## Oktatás
2004-ben nyitotta meg kapuit a Roosevelt Academy. Itt működik Zeeland egyetlen egyeteme.

## Háztartások száma
Middelburg háztartásainak száma az elmúlt években az alábbi módon változott:

## Közlekedés
Middelburg vasútállomásáról IC járatok indulnak Hollandia több nagyvárosába (Amszterdam, Hága, Rotterdam).

## Itt születtek, itt éltek
- Balthasar van der Ast (1593–1657) csendéletfestő.
- Jakob Roggeveen (1659–1729) holland tengerész és felfedező.
- Pieter Boddaert (1730 körül–1795) orvos, biológus, ornitológus.

## Testvértelepülések
- Vilvoorde, Belgium
- Nagaszaki, Japán
- Głogów, Lengyelország
- Piski (Simeria), Románia
- Folkestone, Egyesült Királyság